# Руснаки (гурт)
Русна́ки — український народний музичний колектив з Мукачево, Закарпаття. Ансамбль «Руснаки» зберігає та примножує яскравість, самобутність закарпатської народної пісні та музики.

## Опис
Свій початок фольклорний народний ансамбль «Руснаки» Міського будинку культури веде з 1988 року.
В новому тисячолітті колектив набув славу самобутнього і неповторного, став своєрідною пісенно-музичною візитівкою Мукачева. «Руснаки» змушують нас пам'ятати і не забувати материнську пісню, народну мелодію.
Колектив гідно представляє багатогранну культуру Закарпаття, має тисячі щирих шанувальників у багатьох куточках не тільки України, але й близького зарубіжжя.
Репертуар ансамблю різноманітний за жанровими ознаками: це і календарні, родинно-побутові, ліричні, обрядові. Крім основного фольклорного напрямку, гурт виконує також й хіти української естради, світові хіти.
Маршрути гастрольних концертів теж відповідають репертуару. Це — фестивалі в Угорщині, Румунії, Словаччині, Польщі, Італії, Швейцарії.
Ансамбль «Руснаки» брав участь у програмі «Фольк-музік 2010», яка виходила на каналі «УТ-1». Спільно з гуртом «Rock-H» виконали пісні в естрадному та народному стилях. Колектив визнано переможцем за рейтингом глядацьких симпатій.
Ансамбль регулярно бере участь у міжнародному фестивалі «Лемківська ватра».

## Склад ансамблю
- Мальчицький Нестор Антонович — скрипка, керівник гурту, Заслужений працівник культури України
- Тулюк Олексій Олексійович — вокал, соліст
- Пагарецькі Едуард Едуардович — скрипка
- Піров Михайло Васильович — контрабас, автор пісень
- Купар Михайло Іванович — баян
- Андялошій Олександр Іванович — альт, Заслужений архітектор України

## Нагороди
- 2010 — переможець за рейтингом глядацьких симпатій у програмі "Фольк-музік 2010"на каналі «УТ-1».
- 2014 — колектив «Руснаки» нагороджено Всеукраїнською премією імені Івана Огієнка — за високі досягнення, пропаганду народної творчості, розвиток духовної культури та активну участь у творчому житті, високу професійну майстерність та творчі здобутки в розвитку фольклорного мистецтва краю.[1]